# NASCAR Whelen Euro Series 2013
Navigation
Édition précédente Édition suivante
La saison 2013 des NASCAR Whelen Euro Series est la 5e saison de ce championnat, labellisé NASCAR.

## Repères de débuts de saison
Système de points
Nouveautés
- Le championnat se rend à Monza et Dijon-Prenois en lieu et place de Valencia et de Spa.
- Il y a désormais 4 courses par meetings, deux pour les pilotes "Elite" et deux pour les pilotes "Open".

## Engagés
| Équipe                      | Voiture          | No. | Pilote                 | Cat. | Manches |
| --------------------------- | ---------------- | --- | ---------------------- | ---- | ------- |
| TFT                         | Chevrolet Camaro | 2   | Ander Vilariño         | E    | 1       |
| TFT                         | Chevrolet Camaro | 2   | Eric Quintal           | O G  | 1       |
| TFT                         | Chevrolet Camaro | 3   | Anthony Garbarino      | E J  | 1       |
| TFT                         | Chevrolet Camaro | 3   | Enzo Pastor            | O    | 1       |
| TFT                         | Chevrolet Camaro | 7   | Anthony Gandon         | E J  | 1       |
| TFT                         | Chevrolet Camaro | 7   | Anthony Gandon         | O    | 1       |
| Rapido Racing by Still      | Ford Mustang     | 5   | Frédéric Gabillon      | E    | 1       |
| Rapido Racing by Still      | Ford Mustang     | 5   | Joaquin Gabarron       | O G  | 1       |
| Rapido Racing by Still      | Ford Mustang     | 44  | Freddy Nordström       | E J  | 1       |
| Rapido Racing by Still      | Ford Mustang     | 44  | Julien Goupy           | O    | 1       |
| RDV Compétition             | Chevrolet Camaro | 8   | Hugo Bec               | E J  | 1       |
| RDV Compétition             | Chevrolet Camaro | 8   | Didier Bec             | O L  | 1       |
| RDV Compétition             | Chevrolet Camaro | 28  | Romain Iannetta        | E    | 1       |
| RDV Compétition             | Chevrolet Camaro | 28  | Franck Violas          | O G  | 1       |
| Scorpus Racing              | Chevrolet SS     | 9   | Javier Villa           | E    | 1       |
| Scorpus Racing              | Chevrolet SS     | 9   | Zihara Esteban         | O    | 1       |
| Scorpus Racing              | Chevrolet SS     | 18  | Sailesh Bolisetti      | E    | 1       |
| Scorpus Racing              | Chevrolet SS     | 18  | Josh Burdon            | O    | 1       |
| Scorpus Racing              | Chevrolet SS     | 19  | Nicolo Rocca           | E J  | 1       |
| Scorpus Racing              | Chevrolet SS     | 19  | Marco Rocca            | O L  | 1       |
| Scorpus Racing              | Chevrolet Camaro | 20  | Sébastien Dhouailly    | E    | 1       |
| Scorpus Racing              | Chevrolet Camaro | 20  | Sébastien Baron        | O    | 1       |
| Performance Engineering     | Dodge Challenger | 11  | ?                      | E    | 1       |
| Performance Engineering     | Dodge Challenger | 11  | ?                      | O    | 1       |
| Bull Racing Team            | Ford Mustang     | 13  | Guillaume Rousseau     | E C  | 1       |
| Bull Racing Team            | Ford Mustang     | 13  | Guillaume Rousseau     | O    | 1       |
| Still Racing                | Chevrolet Camaro | 14  | Joseph Cozzella        | E C  | 1       |
| Still Racing                | Chevrolet Camaro | 14  | Joseph Cozzella        | O G  | 1       |
| Still Racing                | Chevrolet Camaro | 100 | Stéphane Sabates       | E C  | 1       |
| Still Racing                | Chevrolet Camaro | 100 | Stéphane Sabates       | O G  | 1       |
| Gonneau Racing by Overdrive | Chevrolet Camaro | 15  | Vincent Gonneau        | E    | 1       |
| Gonneau Racing by Overdrive | Chevrolet Camaro | 15  | Arthur Biondolillo     | O    | 1       |
| Gonneau Racing by Overdrive | Chevrolet Camaro | 64  | Yann Zimmer            | E J  | 1       |
| Gonneau Racing by Overdrive | Chevrolet Camaro | 64  | Gabriele Volpato       | O    | 1       |
| Pôle Position 81            | Ford Mustang     | 17  | Willy Boucenna         | E J  | 1       |
| Pôle Position 81            | Ford Mustang     | 17  | Philippe Baudinière    | O L  | 1       |
| Pôle Position 81            | Dodge Challenger | 55  | Bruno Cosin            | E C  | 1       |
| Pôle Position 81            | Dodge Challenger | 55  | Jérôme Laurin          | O L  | 1       |
| Overdrive Racing            | Ford Mustang     | 22  | Stéphane Jaggi         | E C  | 1       |
| Overdrive Racing            | Ford Mustang     | 22  | Léonard Vernet         | O L  | 1       |
| Overdrive Racing            | Dodge Challenger | 33  | ?                      | E    | 1       |
| Overdrive Racing            | Dodge Challenger | 33  | ?                      | O    | 1       |
| T-Engineering               | Chevrolet Camaro | 27  | Davide Pigozzi         | E C  | 1       |
| T-Engineering               | Chevrolet Camaro | 27  | Davide Pigozzi         | O    | 1       |
| T-Engineering               | Chevrolet Camaro | 68  | Stuart Gough           | E    | 1       |
| T-Engineering               | Chevrolet Camaro | 68  | Renzo Calcinatti       | O G  | 1       |
| Autosport 42                | Chevrolet Camaro | 42  | Carole Perrin          | E    | 1       |
| Autosport 42                | Chevrolet Camaro | 42  | Caty Caly              | O    | 1       |
| Racing Club Partners        | Chevrolet Camaro | 46  | Nathalie Maillet       | E C  | 1       |
| Racing Club Partners        | Chevrolet Camaro | 46  | Christophe de Fierlant | O G  | 1       |
| VTS 85                      | Chevrolet Camaro | 85  | Nicolas Gaudin         | E C  | 1       |
| VTS 85                      | Chevrolet Camaro | 85  | Jack Gaudin            | O L  | 1       |
| VTS 85                      | Chevrolet Camaro | 85  | Hugues Sour            | O    | 1       |

| Icône | Catégorie         |
| ----- | ----------------- |
| E     | Elite             |
| O     | Open              |
| Icône | Classe            |
| L     | Legend Trophy     |
| G     | Gentlemen Trophy  |
| J     | Junior Trophy     |
| C     | Challenger Trophy |

## Calendrier de la saison 2013
| Manche | Manche | Date         | Evenement                                | Circuit                             | Lieu      | Pays        |
| ------ | ------ | ------------ | ---------------------------------------- | ----------------------------------- | --------- | ----------- |
| 1      | C1E    | 31 mars      | Nogaro 200 / Coupes de Pâques            | Circuit Paul Armagnac               | Nogaro    | France      |
| 1      | C1O    | 31 mars      | Nogaro 200 / Coupes de Pâques            | Circuit Paul Armagnac               | Nogaro    | France      |
| 1      | C2E    | 1er avril    | Nogaro 200 / Coupes de Pâques            | Circuit Paul Armagnac               | Nogaro    | France      |
| 1      | C2O    | 1er avril    | Nogaro 200 / Coupes de Pâques            | Circuit Paul Armagnac               | Nogaro    | France      |
| 2      | C1E    | 11 mai       | Dijon 200                                | Circuit automobile de Dijon-Prenois | Prenois   | France      |
| 2      | C1O    | 11 mai       | Dijon 200                                | Circuit automobile de Dijon-Prenois | Prenois   | France      |
| 2      | C2E    | 12 mai       | Dijon 200                                | Circuit automobile de Dijon-Prenois | Prenois   | France      |
| 2      | C2O    | 12 mai       | Dijon 200                                | Circuit automobile de Dijon-Prenois | Prenois   | France      |
| 3      | C1E    | 8 juin       | Brands Hatch American Speedfest          | Circuit de Brands Hatch             | Longfield | Royaume-Uni |
| 3      | C1O    | 8 juin       | Brands Hatch American Speedfest          | Circuit de Brands Hatch             | Longfield | Royaume-Uni |
| 3      | C2E    | 9 juin       | Brands Hatch American Speedfest          | Circuit de Brands Hatch             | Longfield | Royaume-Uni |
| 3      | C2O    | 9 juin       | Brands Hatch American Speedfest          | Circuit de Brands Hatch             | Longfield | Royaume-Uni |
| 4      | C1E    | 6 juillet    | Tours Speedway / American Tours Festival | Tours Speedway                      | Tours     | France      |
| 4      | C1O    | 6 juillet    | Tours Speedway / American Tours Festival | Tours Speedway                      | Tours     | France      |
| 4      | C2E    | 7 juillet    | Tours Speedway / American Tours Festival | Tours Speedway                      | Tours     | France      |
| 4      | C2O    | 7 juillet    | Tours Speedway / American Tours Festival | Tours Speedway                      | Tours     | France      |
| 5      | C1E    | 28 septembre | Monza Semi Finals                        | Autodromo Nazionale Monza           | Monza     | Italie      |
| 5      | C1O    | 28 septembre | Monza Semi Finals                        | Autodromo Nazionale Monza           | Monza     | Italie      |
| 5      | C2E    | 29 septembre | Monza Semi Finals                        | Autodromo Nazionale Monza           | Monza     | Italie      |
| 5      | C2O    | 29 septembre | Monza Semi Finals                        | Autodromo Nazionale Monza           | Monza     | Italie      |
| 6      | C1E    | 12 octobre   | Le Mans Final                            | Circuit Bugatti                     | le Mans   | France      |
| 6      | C1O    | 12 octobre   | Le Mans Final                            | Circuit Bugatti                     | le Mans   | France      |
| 6      | C2E    | 13 octobre   | Le Mans Final                            | Circuit Bugatti                     | le Mans   | France      |
| 6      | C2O    | 13 octobre   | Le Mans Final                            | Circuit Bugatti                     | le Mans   | France      |

## Résultats de la saison 2013
| Manche | Manche | Evenement                                | Pole position     | Meilleur tour     | Pilote vainqueur  | Équipe gagnante                   |
| ------ | ------ | ---------------------------------------- | ----------------- | ----------------- | ----------------- | --------------------------------- |
| 1      | C1E    | Nogaro 200 / Coupes de Pâques            | Ander Vilariño    | Ander Vilariño    | Ander Vilariño    | TFT - Banco Santander             |
| 1      | C1O    | Nogaro 200 / Coupes de Pâques            | Josh Burdon       | Josh Burdon       | Josh Burdon       | Scorpus Racing / Forza Motorsport |
| 1      | C2E    | Nogaro 200 / Coupes de Pâques            |                   | Freddy Nordström  | Ander Vilariño    | TFT - Banco Santander             |
| 1      | C2O    | Nogaro 200 / Coupes de Pâques            |                   | Enzo Pastor       | Josh Burdon       | Scorpus Racing / Forza Motorsport |
| 2      | C1E    | Dijon 200                                | Ander Vilariño    | Ander Vilariño    | Ander Vilariño    | TFT - Banco Santander             |
| 2      | C1O    | Dijon 200                                | Anthony Gandon    | Anthony Gandon    | Anthony Gandon    | TFT - Leclerc                     |
| 2      | C2E    | Dijon 200                                |                   | Ander Vilariño    | Ander Vilariño    | TFT - Banco Santander             |
| 2      | C2O    | Dijon 200                                |                   | Gabriele Volpato  | Josh Burdon       | Scorpus Racing / Forza Motorsport |
| 3      | C1E    | Brands Hatch American Speedfest          | Frédéric Gabillon | Ander Vilariño    | Ander Vilariño    | TFT - Banco Santander             |
| 3      | C1O    | Brands Hatch American Speedfest          | Josh Burdon       | Josh Burdon       | Josh Burdon       | Scorpus Racing / Forza Motorsport |
| 3      | C2E    | Brands Hatch American Speedfest          |                   | Ander Vilariño    | Ander Vilariño    | TFT - Banco Santander             |
| 3      | C2O    | Brands Hatch American Speedfest          |                   | Anthony Gandon    | Anthony Gandon    | TFT - Leclerc                     |
| 4      | C1E    | Tours Speedway / American Tours Festival | Frédéric Gabillon | Éric Hélary       | Frédéric Gabillon | Rapido Racing by Still            |
| 4      | C1O    | Tours Speedway / American Tours Festival | Anthony Gandon    | Anthony Gandon    | Julien Goupy      | Rapido Racing by Still            |
| 4      | C2E    | Tours Speedway / American Tours Festival |                   | Frédéric Gabillon | Frédéric Gabillon | Rapido Racing by Still            |
| 4      | C2O    | Tours Speedway / American Tours Festival |                   | Joaquin Gabarron  | Josh Burdon       | Scorpus Racing / Forza Motorsport |
| 5      | C1E    | Monza Semi Finals                        | Ander Vilariño    | Ander Vilariño    | Ander Vilariño    | TFT - Banco Santander             |
| 5      | C1O    | Monza Semi Finals                        | Anthony Gandon    | Anthony Gandon    | Anthony Gandon    | TFT - Leclerc                     |
| 5      | C2E    | Monza Semi Finals                        |                   | Ander Vilariño    | Yann Zimmer       | Gonneau Racing by OverDrive       |
| 5      | C2O    | Monza Semi Finals                        |                   | Anthony Gandon    | Josh Burdon       | Scorpus Racing / Forza Motorsport |
| 6      | C1E    | Le Mans Final                            | Frédéric Gabillon | Ander Vilariño    | Frédéric Gabillon | Rapido Racing by Still            |
| 6      | C1O    | Le Mans Final                            | Josh Burdon       | Anthony Gandon    | Josh Burdon       | Scorpus Racing / Forza Motorsport |
| 6      | C2E    | Le Mans Final                            |                   | Frédéric Gabillon | Frédéric Gabillon | Rapido Racing by Still            |
| 6      | C2O    | Le Mans Final                            |                   | Fabrizio Armetta  | Anthony Gandon    | TFT - Leclerc                     |